# Liebstadt
Liebstadt é um município da Alemanha, situado no distrito de Sächsische Schweiz-Osterzgebirge, no estado da Saxônia. Tem 37,41 km² de área, e sua população em 2019 foi estimada em 1 270 habitantes.